# Matthew Randall
Matthew James Mason Randall (nascido em 24 de abril de 1978) é um ciclista de pista neozelandês que conquistou uma medalha de bronze nos Jogos da Commonwealth de 2002 na perseguição por equipes de 4 km, junto com seus compatriotas Greg Henderson, Hayden Roulston e Lee Vertongen. Obteve a décima posição competindo na mesma prova nos Jogos Olímpicos de Verão de 2004 em Atenas.